# Clavaspis texana
Clavaspis texana är en insektsart som beskrevs av Ferris 1938. Clavaspis texana ingår i släktet Clavaspis och familjen pansarsköldlöss. Inga underarter finns listade i Catalogue of Life.